# Chagas-kór
A Chagas-kór, vagy más néven amerikai trypanosomiasis egy trópusi parazitafertőzés, amelyet a Trypanosoma cruzi nevű protozoa okoz. Többnyire a rablópoloskafélék terjesztik. A fertőzés során különböző tünetek léphetnek fel. A fertőzés korai szakaszára vagy a tünetek hiánya, vagy az enyhébb tünetek jellemzőek, mint láz, duzzadt nyirokcsomók, fejfájás, vagy helyi duzzanatok a csípés körül. 8-12 hét elteltével kezdetét veszi a betegség krónikus fázisa, amely során a betegek 60-70 százalékánál egyáltalán nem jelentkeznek további tünetek. A maradék 30-40 százalék viszont további tüneteket produkál a fertőzés kezdetét követő 10-30 év során. A tünetek között szerepel a szívkamrák megnagyobbodása, ami az esetek 20-30 százalékában szívelégtelenséghez vezet. A betegek 10 százalékánál nyelőcsőtágulat vagy bélfal kitágulás is kialakulhat.

## Okai és diagnózisa
A T. cruzival rendszerint a Triatominae alcsaládba tartozó vérszívó "rablópoloska" fertőzi meg az embert és más emlősöket. Ennek a rovarnak számos helyi elnevezése van, többek között Argentínában, Bolíviában, Chilében és Paraguayban a vinchuca, Brazíliában a barbeiro (a borbély), Kolumbiában a pito, Közép-Amerikában a chinché, és Venezuelában a chipo. A kór vérátömlesztés, szervátültetés, parazitákkal fertőzött étel fogyasztása által, és anyáról a magzatra is terjedhet. A kór diagnosztizálása a korai szakaszban a vérben lévő paraziták mikroszkópos vizsgálatával történik. A krónikus szakaszban a fertőzést a vérben lévő T. cruzi antitestek kimutatásával diagnosztizálják.

## Megelőzése és kezelése
A megelőzés módja elsősorban a rablópoloska távol tartása és így a csípésének a megelőzése. Az egyéb megelőzési módok között szerepel a vérátömlesztéshez felhasználandó vér laborvizsgálata. A kór ellen 2013-ig nem fejlesztettek ki védőoltást. A korai fázisban lévő betegség benznidazol vagy nifurtimox tartalmú gyógyszerekkel kezelhető. A korai szakaszban alkalmazott gyógyszeres kezelés majdnem minden esetben gyógyulást eredményez, ugyanakkor minél tovább szenved valaki Chagas-kórban, annál kevésbé bizonyul hatékonynak. A krónikus betegségben alkalmazott gyógyszeres kezelés késleltetheti a végső stádiumra jellemző tüneteket, vagy megelőzheti a kialakulásukat. A benznidazole és nifurtimox tartalmú gyógyszerek a betegek legfeljebb 40 százalékánál okoznak átmeneti mellékhatásokat, többek között bőrelváltozásokat, agyműködésben fellépő zavarokat, és emésztő szervrendszeri irritációt.
A Chagas-kórban szenvedő betegek számát mintegy 7-8 millióra becsülik, nagy részük mexikói, közép-amerikai és dél-amerikai. 2006-os adatok szerint a kór évente körülbelül 12.500 halálos áldozatot követel. A legtöbb fertőzött szerény anyagi körülmények között él, és többségük nincs is tisztában azzal, hogy fertőzött. A nagymértékű népmozgások következtében egyre nagyobb területen üti fel a fejét a betegség, beleértve több európai országot és az Egyesült Államokat is. A 2014 előtti években ezek a területek is megnövekedtek. A betegséget először 1909-ben írta le Carlos Chagas, akiről a kórt elnevezték.
A betegség több mint 150 állatfajt is érint.

## Jelek és tünetek
Az embernél előforduló megbetegedésnek 2 fázisa ismert: az akut fázis, ami gyorsan kitör mindjárt a fertőzés után, és a krónikus fázis aminek a kifejlődése évekig is eltarthat.
Az akut fázisban a fertőzés tünetei, a fertőzést követő néhány héten vagy hónapon belül jelentkeznek. A tünetek általában észrevétlenek maradnak, mivel enyhe tüneteket produkál ami bármilyen betegséggel összetéveszthető lehet. Ezek a tünetek lehetnek: láz, fáradtság, izomfájdalmak, fejfájás, kiütések, étvágytalanság, hasmenés, hányinger és hányás. A fizikai vizsgálatok enyhe máj vagy lép megnagyobbodást mutathatnak, vagy nyirokcsomó-duzzanatot és helyi duzzanatot  (chagomát) ott, ahol a parazita bejutott a testbe.
A legismertebb tünete az akut Chagas-kórnak az úgynevezett Romaña-tünet, ami a szemhéj megdagadásával jár az arc azon oldalán, ahol a bogár megcsípte a beteget, a csípési seb mellett esetleg a bogár ürüléke is megtalálható, ha véletlenül a beteg be nem dörzsöli a szemébe addig.
Nagyon ritkán megesik, hogy kicsi gyerekek, vagy felnőttek is meghalnak ettől a kórtól, súlyos szívizom (myocarditis), agyhártya (meningoencephalitis) fertőzés/gyulladás következtében. Az akut fázis lefolyása súlyos lehet a gyenge, vagy legyengült immunrendszerű betegeknél.
A tünetek rosszabbodnak az akut fázis alatt, de általában spontán megszűnnek 3-8 hét leforgása alatt, a betegek 90%-ánál. Bár a tünetek megszűnnek, de a fertőzés megmarad és belép a krónikus fázisba. A krónikus Chagas-kórban szenvedő betegek 60-80%-a teljesen tünetmentes lesz (ezt a Chagas-kór közvetítő, középső fázisának nevezik), míg a 20-40%-ánál életveszélyes szív vagy emésztési zavarok alakulnak ki az életük során (az úgynevezett determinált krónikus Chagas-kór). A fertőzöttek 10%-ánál, a betegség átmenet nélkül alakul át akut fázisból, klinikai fázisba.
A Chagas-kór, tüneti determinált krónikus szakaszában az idegrendszerre, emésztőrendszerre és a szívre van hatással.
A krónikus betegek kétharmadának szívkárosodás alakul ki, beleértve a kitágult kardiomiopátiát, ami szívritmuszavart és hirtelen halált is okozhat. A betegek egyharmadának, emésztőrendszeri károsodás léphet fel, olyan mint emésztőrendszeri tágulás (megacolon és megaesophagus), nagy súlyvesztéssel társulva.
Az emésztési zavarok első tünete a nyelési nehézségek (másodlagos achalasia), ami majd az alultápláltsághoz vezet.
20-40%-ának az emésztőrendszeri zavarokkal küszködőknél, szív zavarok is kialakulhatnak. A krónikus fertőzöttek 10%-ánál ideggyulladás léphet fel, ami megváltozott ínreflexek és szenzoros károsodás kialakulásával jár. Elszigetelt eseteknél kimutatható volt a központi idegrendszer érintettsége is a demencia, zavartság, krónikus agyhártyagyulladás, motoros funkciók zavarának kialakulásával.

## Terjedése
A Chagas-endémiás területeken a fő átviteli mód, egy úgynevezett közvetítő rovar által történik, mely a rablópoloskafélék Triatominae alcsalád képviselői. A közvetítő rovar T. cruzi-val (Trypanosoma cruzi) fertőződik meg úgy, hogy fertőződött ember, vagy állat véréből táplálkozik.
Napközben a rovarok hasadékokban, falakban, tetők repedéseiben rejtőzködnek, éjszaka jelennek meg, amíg környezetük lakói alusznak.
Mivel általában szokásuk szerint az emberek arcából táplálkoznak, úgy is nevezik őket, mint "csók bogár". Miközben táplálkozik és megemészti a vért, a csípési seb mellé üríti a váladékát is. Ahogy a közvetítő rovar a vérrel kapcsolatba kerül megfertőzi áldozatát a T.cruzi parazitával (úgynevezett trypomastigotával) a seben keresztül.
A fertőzés csípési seb elvakarásával történik meg, a sértetlen bőr sérülése által a bőr vagy kötőhártya megfertőződése, a trypomastigotával. Ahogy bekerül a sejtekbe a trypomastigoták elözönlik a sejteket, ahol osztódnak a sejten belül amastigotákká. Az amastigóták bináris hasadással osztódnak trypomastigotákká, amik majd bekerülnek a véráramba. Ez a ciklus megismétlődik minden új sejt megfertőződésénél. A replikáció akkor folytatódik ha a parazita egy újabb sejtbe képes bejutni vagy bekebeleződik más sejtek által.
A sűrű növényzet (pl. trópusi őserdők) és városi élőhelyek, nem ideális feltételei az embert fertőzni képes körülmények, ciklusok kialakulásához. Azonban azokban a régiókban, ahol a szilvatikus élőhely és állatvilág elvékonyodott a gazdasági kizsákmányolás és emberi tartózkodás miatt, mint például az újonnan kiirtott erdős területeken, Piassava pálmafa (Leopoldinia piassab) kultúra területeken, és egyes részein az Amazonas vidékén, az emberekre is átterjedő fertőzési ciklus is kialakulhat , mivel a rovarok új táplálékforrást kényszerülnek keresni.
A T.cuzi vérátömlesztés útján is terjedhet. A parazita képes életben maradni 4 °C-on, 18–250 napig szobahőmérsékleten. Az még nem bizonyított, hogy a parazita képes-e terjedni lefagyasztott és felolvasztott vérkészítményeken keresztül is.
A terjedés más módozata lehet a szervátültetés, a szoptatás, és persze laboratóriumi balesetek következményeként. A Chagas-kór, veleszületett módon, szülés útján is terjedhet (terhes nőtől a csecsemőre) a placentán keresztül, ezzel Brazília különböző részein a halvaszületések 13%-át okozva.
A szájon keresztüli terjedése egy szokatlan módja a fertőzésnek, de vannak erről is feljegyzések. 1991-ben Brazíliában, Paraiba államban, mezőgazdasági dolgozók, fertőzött élelmiszer fogyasztása miatt fertőződtek meg: Acai bogyó Euterpe oleracea és cukornád friss gyümölcslétől. A Chagas-kór 2007-es járványkitörése 103 venezuelai iskolában a gyerekek között fertőzött guáva gyümölcslének volt köszönhető.
A Chagas-kór növekvő probléma Európában is a latin-amerikai migráció következményeként, és mert az esetek többségében a krónikus fertőzés tünetmentes.

## Diagnózis
A T. cruzi jelenléte a Chagas-kór diagnózisa. Mikroszkópos vizsgálaton keresztül mutatják ki a T.cruzi jelenlétét, friss megalvatlan vérből. A T. cruzi mikroszkóp alatt könnyen összetéveszthető Trypanosoma rangeli-vel ami köztudottan nem káros az emberre nézve.

## Megelőzése
Jelenleg még nincs védőoltás a Chagas-kór megelőzésére kifejlesztve. A megelőzés jelenleg általában a betegséget terjesztő rovarok tömegének a csökkentésére, (mint pl.: Triatoma) és az ilyen rovarokkal való direkt kontaktus megelőzésére fókuszálnak. Ez rovarölő szprék, vagy más szintetikus (piretroid) rovarölő szerek alkalmazásával történik és a higiéniai, egészségügyi körülményekre, követelményekre való odafigyeléssel a vidéki területeken.

## Kezelése
A Chagas-kórnak kétféle kezelési módozata van, az egyik a parazita ellenes kezelés, ami megöli a parazitát, a másik a tünetmentesítő kezelés, ami a tünetek mérséklésével, és eltüntetésével foglalkozik.

### Gyógyszerezés
A parazita ellenes kezelés a leghasznosabb ha korai fázisban kezdődik meg, de az akut fázisban is jól alkalmazható. A választható gyógyszerek közé tartoznak az azol- vagy nitro-származékok, mint például a Benznidazol vagy Nifurtimox. Mindkét szer korlátozott teljesítményű a parazitaellenes kúrákban –  a a T. cruzi-nak a szervezetből történő teljes eltávolítására gondolva, – különösen a krónikusan fertőzött betegek esetében, és rezisztecia is kialakulhat ezekkel a szerekkel szemben.

## Epidemiológia, járványtan
A Chagas-kór mintegy 8-10 millió latin-amerikai embert érint, az endémiás terület alapján, – s hozzávetőlegesen 300 000-400 000 embert veszélyeztet a nem endémiás kitettségű területekről, mint Spanyolország és az Egyesült Államok. A becslések szerint az endémiás területeken belüli országokban 41 200 új eset fordul elő évente, és 14 400 csecsemő születik veleszületett Chagas-kórral. 2010-ben évi 10 300 halálesetet jelentettek az 1990-es 9300 esethez képest.
A Chagas-kór az amerikai kontinensen 18 országban van jelen, kezdve az Egyesült Államok déli részétől, észak Argentínáig.

## Története
A betegség a nevét a brazíliai fizikus és járványkutató Carlos Chagas-ról kapta, aki először 1909-ben írta le a betegséget. A betegséget nem tekintették jelentős közegészségügyi problémának az emberiségre nézve egészen 1960-ig. Az 1920-as brazíliai Chagas-járványt például a világ széles körben közönnyel fogadta. Dr. Chagas fedezte fel, hogy a Triatominae alcsaládba (Reduviidae család) tartozó rovarok beleiben egy ostoros egysejtű élősködik, és így a Trypanosoma nemzetség egy új fajára talált rá kísérleteiben, és bebizonyította hogy a selyemmajom is elkaphatja a betegséget a fertőzött rovar csípése után.
Chagas a parazita kórokozót Trypanosoma cruiz-ra keresztelte, de később még abban az évben átkeresztelte Schizotrypanum cruzi-ra, mindkét névvel tisztelegve a neves brazil orvos és epidemiológus Oswaldo Cruz előtt, aki sikeresen harcolt több járvány ellen, mint a sárgaláz, fekete himlő és a bubópestis, ami a 20. század elején tombolt Rio de Janeiróba és más városokban.

## Kutatások
Számos kísérleti kezelés ígéretesnek bizonyult állatkísérletekben. Ezek közé tartoznak az oxidoszklavén cikláz és szklavén-szintáz inhibitorok; cisztein-proteáz inhibitorok; Phyllomedusa (P.oreades és P. distincta) fajból származó békáktól begyűjtött dermaseptin, a szeszkviterpén lakton dehydroleucodine (DHL), amely befolyásolja a Trypanosoma cruzi kultura epimastigota fázisában a növekedését, purin-felvételt gátló inhibitorok, és a trypanothione anyagcserében részt vevő enzimek inhibitorai.
A Chagas-kór súlyos gazdasági kihatással bír az Egyesült Államokra is és az egész világra. A kezelések költsége az Egyesült Államokban a becslések szerint 900 millió dollár évente, amely magában foglalja a kórházi kezelést és orvosi eszközöket, mint például a szívritmus-szabályzókat (pacemake)) is. A globális költségek a becslések szerint 7 milliárd dollárt tesznek ki.